# Douglas Slocombe
Ralph Douglas Vladimir Slocombe OBE, (født 10. februar 1913, død 22. februar 2016) var en engelsk filmfotograf, der er særlig kendt for sit arbejde ved Ealing Studios i London i 1940'erne og 1950'erne samt fotograferingen af de første tre Indiana Jones-film.
Han modtog BAFTA Awards i 1964, 1975 og 1979 og er blevet nomineret til en Oscar tre gange.

## Priser og nomineringer
Oscar for bedste fotografering
- Nomineret: Best Cinematography – Raiders of the Lost Ark (1981)[3]
- Nomineret: Best Cinematography – Julia (1977)[4]
- Nomineret: Best Cinematography – Min utæmmelige tante (1972)[5]

BAFTA
- Nomineret: Best Cinematography – Indiana Jones and the Temple of Doom (1985)[2]
- Nomineret: Best Cinematography – Raiders of the Lost Ark (1982)[2]
- Vinder: Best Cinematography – Julia (1979)[2]
- Nomineret: Best Cinematography – Rollerball (1976)[2]
- Vinder: Best Cinematography – The Great Gatsby (1975)[2]
- Nomineret: Best Cinematography – Jesus Christ Superstar (1974)[2]
- Nomineret: Best Cinematography – Min utæmmelige tante (1974)[2]
- Nomineret: Best Cinematography – Løve ved vintertide (1969)[2]
- Nomineret: Best Cinematography (Color) – For mod og tapperhed (1967)[2]
- Nomineret: Best Cinematography (B&W) – Batasis kanoner (1965)[2]
- Vinder: Best Cinematography (B&W) – Snylteren (1964)[2]

Saturn Awards
- Vinder: Best Cinematography – Rollerball (1975)

American Society of Cinematographers
- Modtager: International Award (2002)

British Society of Cinematographers
- Recipient: Lifetime Achievement Award (1995)
- Nomineret: Best Cinematography – Indiana Jones and the Temple of Doom (1984)
- Vinder: Best Cinematography – Julia (1977)
- Vinder: Best Cinematography – The Great Gatsby (1974)
- Vinder: Best Cinematography – Jesus Christ Superstar (1973)
- Vinder: Best Cinematography –Løve ved vintertide (1968)
- Vinder: Best Cinematography – Snylteren (1963)

Los Angeles Film Critics Association
- Vinder: Best Cinematography – Julia (1977)